# Dallas (Észak-Karolina)
Cramerton város az USA Észak-Karolina államában, Gaston megyében. Lakosainak száma 5927 fő (2020. április 1.).

## Népesség
A település népességének változása:

| 2010 | 4 488 |
| 2020 | 5 927 |